# Tipulodina cagayanensis
Tipulodina cagayanensis är en tvåvingeart som först beskrevs av Alexander 1930.  Tipulodina cagayanensis ingår i släktet Tipulodina och familjen storharkrankar. Inga underarter finns listade i Catalogue of Life.